# Liga de Inglaterra de Rugby 15 1993-94
La Liga de Inglaterra de Rugby 15 1993-94, más conocido como Courage League 1993-94 (por razones comerciales) fue la séptima edición del torneo más importante de rugby de Inglaterra.

## Formato
Los equipos se enfrentaron en formato liga en condición de local y de visitante, el equipo con mayor cantidad de puntos al finalizar el torneo se coronó campeón, mientras que los dos últimos descendieron al RFU Championship.

## Desarrollo

### Tabla de posiciones
| Pos. | Equipo             | Encuentros | Encuentros | Encuentros | Encuentros | Tantos | Tantos | Tantos | Puntos |
| Pos. | Equipo             | PJ         | PG         | PE         | PP         | F      | C      | Dif    | Puntos |
| ---- | ------------------ | ---------- | ---------- | ---------- | ---------- | ------ | ------ | ------ | ------ |
| 1.º  | Bath               | 18         | 17         | 0          | 1          | 431    | 181    | 250    | 34     |
| 2.º  | Leicester Tigers   | 18         | 14         | 0          | 4          | 425    | 210    | 215    | 28     |
| 3.º  | Wasps              | 18         | 10         | 1          | 7          | 362    | 340    | 22     | 21     |
| 4.º  | Bristol Bears      | 18         | 10         | 0          | 8          | 331    | 276    | 55     | 20     |
| 5.º  | Northampton Saints | 18         | 9          | 0          | 9          | 305    | 342    | -37    | 18     |
| 6.º  | Harlequins         | 18         | 8          | 0          | 10         | 333    | 287    | 46     | 16     |
| 7.º  | Orrell             | 18         | 8          | 0          | 10         | 327    | 302    | 25     | 16     |
| 8.º  | Gloucester         | 18         | 6          | 2          | 10         | 247    | 356    | -109   | 14     |
| 9.º  | London Irish       | 18         | 4          | 0          | 14         | 217    | 391    | -174   | 8      |
| 10.º | Newcastle Gosforth | 18         | 2          | 1          | 15         | 190    | 483    | -293   | 5      |

|  | Campeón.                        |
|  | Descendido al RFU Championship. |

| Bandera de Inglaterra |
| Campeón Bath          |
| Quinto título         |